# Подих (альбом)
«Подих» — третій студійний альбом української співачки Джамали, який було презентовано 12 жовтня 2015 року в ефірі радіо «Аристократи».

## Опис
Запис альбому тривав близько року на студії звукозапису «211 Recording Studio» у Києві. Музичним продюсером альбому став Євген Філатов. Слова та музику було написано в співавторстві з Вікторією Платовою, Артом Антоняном, Романом Череновим та Данилом Маріним з гурту «The Erised». У першій половині 2015 року пісні «Очима», «Шлях додому» та «Подих» було видано, як сингли на підтримку альбому. Усього в альбомі дванадцять основних композицій, серед яких дві на вірші української письменниці Ліни Костенко та російської поетеси Марини Цвєтаєвої, та одна з мініальбому «Thank You» як бонус. Альбом видано під лейблом «Enjoy!».

## Список пісень
| #     | Назва                                           | Автор слів                               | Автор музики                          | Тривалість |
| ----- | ----------------------------------------------- | ---------------------------------------- | ------------------------------------- | ---------- |
| 1.    | «Подих»                                         | Сусана Джамаладінова, Олександр Карацюба | Сусана Джамаладінова                  | 4:29       |
| 2.    | «Чому саме тебе/You've got me»                  | Сусана Джамаладінова                     | Сусана Джамаладінова                  | 3:22       |
| 3.    | «Шлях додому»                                   | Сусана Джамаладінова, Вікторія Платова   | Сусана Джамаладінова                  | 4:26       |
| 4.    | «Більше» (за участю виконавця Morphom)          | Сусана Джамаладінова                     | Сусана Джамаладінова, Роман Черенов   | 3:49       |
| 5.    | «Иные»                                          | Сусана Джамаладінова                     | Сусана Джамаладінова, Сергій Єременко | 3:25       |
| 6.    | «Ночь»                                          | Марина Цвєтаєва                          | Сусана Джамаладінова, Сергій Єременко | 3:47       |
| 7.    | «Очима»                                         | Сусана Джамаладінова, Вікторія Платова   | Сусана Джамаладінова                  | 4:33       |
| 8.    | «Drifting apart» (за участю гурту «The Erised») | Сусана Джамаладінова                     | Данило Марін, Сусана Джамаладінова    | 3:31       |
| 9.    | «Hate love»                                     | Сусана Джамаладінова                     | Сусана Джамаладінова                  | 3:46       |
| 10.   | «Неандертальці»                                 | Ліна Костенко                            | Сусана Джамаладінова                  | 3:25       |
| 11.   | «Обещание»                                      | Арт Антонян                              | Сусана Джамаладінова                  | 3:43       |
| 12.   | «Sister's lullaby»                              | Арт Антонян                              | Сусана Джамаладінова                  | 4:58       |
| 13.   | «Заплуталась»                                   | Сусана Джамаладінова, Вікторія Платова   | Сусана Джамаладінова                  | 5:07       |
| 52:21 |                                                 |                                          |                                       |            |

## Здобутки та нагороди
Джамала перемогла в номінації «Найкращий альбом» української музичної премії «YUNA — 2016», а пісня «Иные» стала музичною піснею до однойменного телесеріалу російського режисера Олександра Якимчука.
| Рік  | Премія | Категорія        | Підсумок | Дж.   |
| ---- | ------ | ---------------- | -------- | ----- |
| 2016 | YUNA   | Найкращий альбом | Перемога | [ 5 ] |

## Історія релізу
| Регіон  | Дата           | Формат                            | Поширювач      |
| ------- | -------------- | --------------------------------- | -------------- |
| Україна | 12 жовтня 2015 | Цифрова дистрибуція, компакт-диск | Enjoy! Records |
| Україна | 18 жовтня 2016 | Грамофонна платівка               | Enjoy! Records |